# 伊斯特蘭 (德克薩斯州)
伊斯特蘭（英語：Eastland）是一個位於美國德克薩斯州伊斯特蘭縣的城市。根據2010年美國人口普查，該地共人口3960人，而該地的面積約為9.20平方千米。同時該地也是伊斯特蘭縣的縣治。

## 地理
伊斯特蘭的座標為32°23′55″N 98°49′16″W / 32.39861°N 98.82111°W，而該地的平均海拔高度為439米（即1440英尺）。